# 木部正雄
木部 正雄（きべ まさお、1913年4月26日 - 2003年12月7日）は、日本の地方政治家で、田無市長を務めた。

## 来歴
1913年に現在の東京都新宿区で生まれ、浅草で育った。東京府立第七中学校（現・東京都立墨田川高等学校）中退。
1943年に田無町に移り住んだ後、1955年に田無町議会議員になる。
1963年に助役となり、1969年に市長の指田吾一が現職で死去すると、後任の市長選挙に立候補して当選、就任した。
在職中は田無長期総合計画を策定し、学童保育の実施、児童館や老人福祉就労事業を充実させた。さらに粗大ゴミ定期収集開始や死亡事故ゼロ300日突破交通安全市民大会を開催した。また、全国の自治体として初めて男子職員にも育児時間を適用する条例案を市議会に提出した。この間、東京都市長会会長、全国市長会評議員、同関東支部長を歴任した。
市長を4期務めた後、1985年に退任した。2003年に死去。